# Chenicourt
Chenicourt és un municipi francès situat al departament de Meurthe i Mosel·la i a la regió del Gran Est. L'any 2007 tenia 220 habitants.

## Demografia

### Població
El 2007 la població de fet de Chenicourt era de 220 persones. Hi havia 80 famílies, de les quals 12 eren unipersonals (8 homes vivint sols i 4 dones vivint soles), 20 parelles sense fills, 40 parelles amb fills i 8 famílies monoparentals amb fills.
La població ha evolucionat segons el següent gràfic:
Habitants censats

### Habitatges
El 2007 hi havia 84 habitatges, 80 eren l'habitatge principal de la família, 1 era una segona residència i 3 estaven desocupats. 77 eren cases i 5 eren apartaments. Dels 80 habitatges principals, 68 estaven ocupats pels seus propietaris, 9 estaven llogats i ocupats pels llogaters i 3 estaven cedits a títol gratuït; 1 tenia dues cambres, 7 en tenien tres, 20 en tenien quatre i 52 en tenien cinc o més. 66 habitatges disposaven pel capbaix d'una plaça de pàrquing. A 31 habitatges hi havia un automòbil i a 46 n'hi havia dos o més.

### Piràmide de població
La piràmide de població per edats i sexe el 2009 era:
| Homes | Edats   | Dones |
| ----- | ------- | ----- |
| 0     | 95 o +  | 0     |
| 0     | 90 a 94 | 0     |
| 4     | 85 a 89 | 0     |
| 0     | 80 a 84 | 0     |
| 0     | 75 a 79 | 0     |
| 0     | 70 a 74 | 0     |
| 4     | 65 a 69 | 0     |
| 8     | 60 a 64 | 12    |
| 4     | 55 a 59 | 8     |
| 4     | 50 a 54 | 4     |
| 4     | 45 a 49 | 4     |
| 12    | 40 a 44 | 12    |
| 16    | 35 a 39 | 4     |
| 4     | 30 a 34 | 20    |
| 0     | 25 a 29 | 4     |
| 12    | 20 a 24 | 0     |
| 8     | 15 a 19 | 4     |
| 8     | 10 a 14 | 16    |
| 12    | 5 a 9   | 12    |
| 4     | 0 a 4   | 8     |

## Economia
El 2007 la població en edat de treballar era de 152 persones, 117 eren actives i 35 eren inactives. De les 117 persones actives 109 estaven ocupades (58 homes i 51 dones) i 8 estaven aturades (2 homes i 6 dones). De les 35 persones inactives 8 estaven jubilades, 17 estaven estudiant i 10 estaven classificades com a «altres inactius».

### Ingressos
El 2009 a Chenicourt hi havia 81 unitats fiscals que integraven 228 persones, la mediana anual d'ingressos fiscals per persona era de 19.045 €.

### Activitats econòmiques
Dels 4 establiments que hi havia el 2007, 2 eren d'empreses de fabricació d'altres productes industrials, 1 d'una empresa de construcció i 1 d'una empresa de comerç i reparació d'automòbils.
Dels 2 establiments de servei als particulars que hi havia el 2009, 1 era un taller de reparació d'automòbils i de material agrícola i 1 paleta.

## Poblacions més properes
El següent diagrama mostra les poblacions més properes.